# 波尔·延森
波尔·延森（丹麥語：Poul Jensen，1934年3月28日—2000年），丹麦男子足球运动员，场上位置是后卫。他曾代表丹麦国奥队参加1960年夏季奥林匹克运动会足球比赛，获得一枚银牌。